# Suwat
Suwat is een bestuurslaag in het regentschap Gianyar van de provincie Bali, Indonesië. Suwat telt 1286 inwoners (volkstelling 2010).